# USA:s flygvapendepartement
USA:s flygvapendepartement (United States Department of the Air Force, förkortat DAF) är ett av de tre militärdepartementen inom USA:s försvarsdepartement. Flygvapendepartementet bildades den 18 september 1947, enligt samma års nationella säkerhetsakt och i det ingår organisatoriskt alla förband och enheter i USA:s flygvapen (USAF) och USA:s rymdstyrka (USSF). 

## Ledning och organisation
Flygvapendepartementet leds av flygvapenministern, en civilperson som utnämns av USA:s president med senatens råd och samtycke. Flygvapenministern är underställd försvarsministern som har både det administrativa och operativa ansvaret för USA:s väpnade styrkor (bortsett från kustbevakningen som ingår i inrikessäkerhetsdepartementet). 
Flygvapenministern biträds yrkesmilitärt av USA:s flygvapenstabschef samt chefen för rymdstyrkan, som båda även representerar sitt vapenslag i Joint Chiefs of Staff. Ledningen för flygvapendepartementet finns i Pentagon i Arlington, Virginia.
För budgetåret 2019 hade flygvapendepartementet en budget på 156,3 miljarder US Dollar.